# Kačenka náprstkovitá
Kačenka náprstkovitá, též kačenka kuželovitá, (Verpa conica (O.F. Müll.) Sw. 1815) je vzácná jedlá vřeckovýtrusná houba z čeledi smržovitých (Morchellaceae), vyrůstající na jaře v listnatých porostech.

## Popis

### Makroskopický
Plodnice – apothecium je až 15 cm vysoké, rozdělené na třeň a na jeho vrcholu volně nasedající klobouk.
Klobouk je 2–4 cm vysoký a 1–3 cm široký, tvaru kuželovitého, zvoncovitého až dlouze oválného. Jeho vnější povrch, zbarvený žlutohnědě až hnědě, je jemně vrásčitý až zprohýbaný a pokrytý theciem – výtrusorodou vrstvou. Okraje klobouku jsou volné, jeho dužnina je jen několik milimetrů silná; vnitřní, dolů otevřený prostor je dutý, prochází jím do vrcholu klobouku třeň.
Třeň je válcovitý, až 15 cm dlouhý, bělavý až nažloutlý, na povrchu drobně šupinkatý, uvnitř vatovitý až dutý. Ke klobouku přirůstá na jeho vnitřní straně až v jeho vrcholu. V mládí je třeň relativně krátký, věkem se postupně silně prodlužuje.
Dužnina je v celé plodnici dosti tenká, křehká a lámavá, nenápadné vůně a chuti.

### Mikroskopický
Výtrusy jsou elipsoidní, 20–25 × 11–15 μm velké, výtrusný prach má žlutou barvu.

## Výskyt

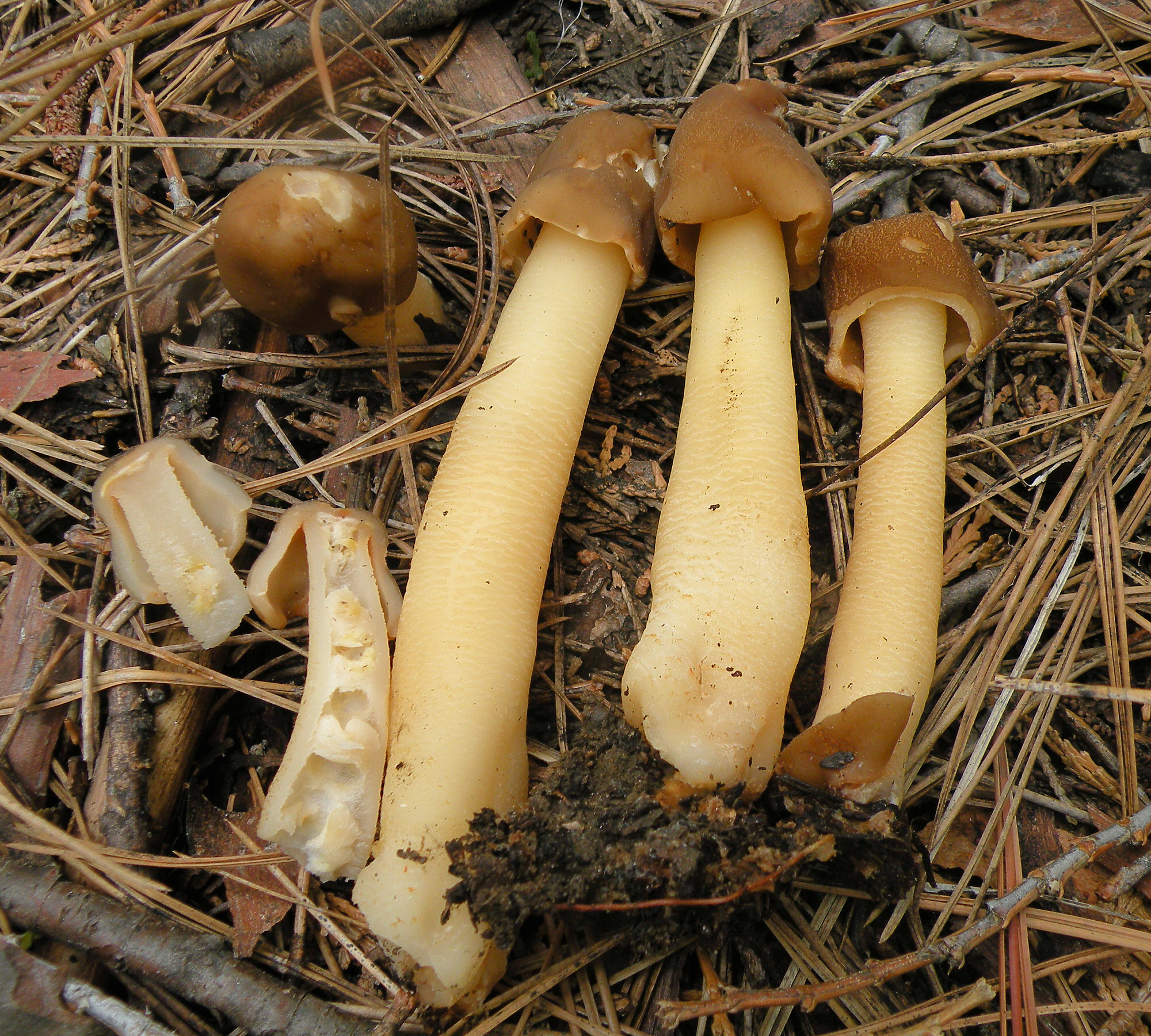
Kačenka náprstkovitá (Verpa conica)

Kačenka náprstkovitá se vyskytuje dosti vzácně v listnatých hájích, křovinách, sadech apod., např. pod hlohem či třešní. Roste od března do května. Je uvedena v Červeném seznamu hub (makromycetů) České republiky v kategorii zranitelných druhů (VU).

### Rozšíření
Je rozšířena na severní polokouli – nalézána je v Evropě, Asii i Severní Americe.

## Použití
Jde o druh jedlý, velice chutný, avšak vzácný.

## Variety druhu
Kromě typické variety, charakterisované výše uvedeným popisem, se vyskytuje rovněž vzácnější
- kačenka náprstkovitá var. mozkovitá (Verpa conica var. cerebriformis (J. Moravec et Svrček) Šebek) jež se od typické formy odlišuje povrchem klobouku výrazně oble zvrásněným v klikaté žilky.[7][8] V pojetí českého mykologa Svatopluka Šebka chápána jako samostatný druh.[3]

## Podobné druhy
- Kačenka česká (Verpa bohemica) roste na jaře na obdobných stanovištích, je však poněkud hojnější. Liší se zvláště světlejším kloboukem pokrytým svislými, vlnitými žebry. Jde také o chutný jedlý druh.

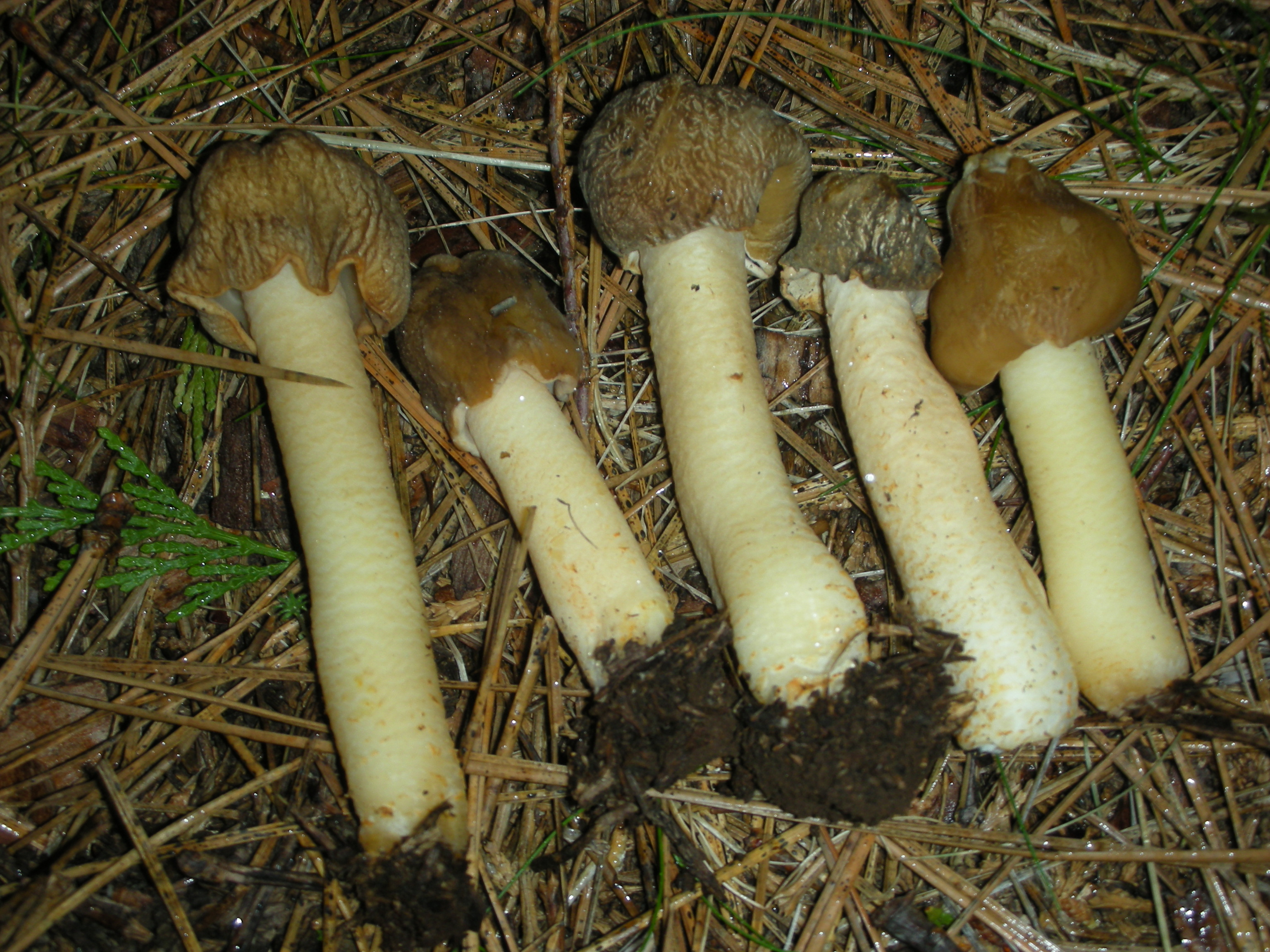
Kačenka náprstkovitá (Verpa conica)
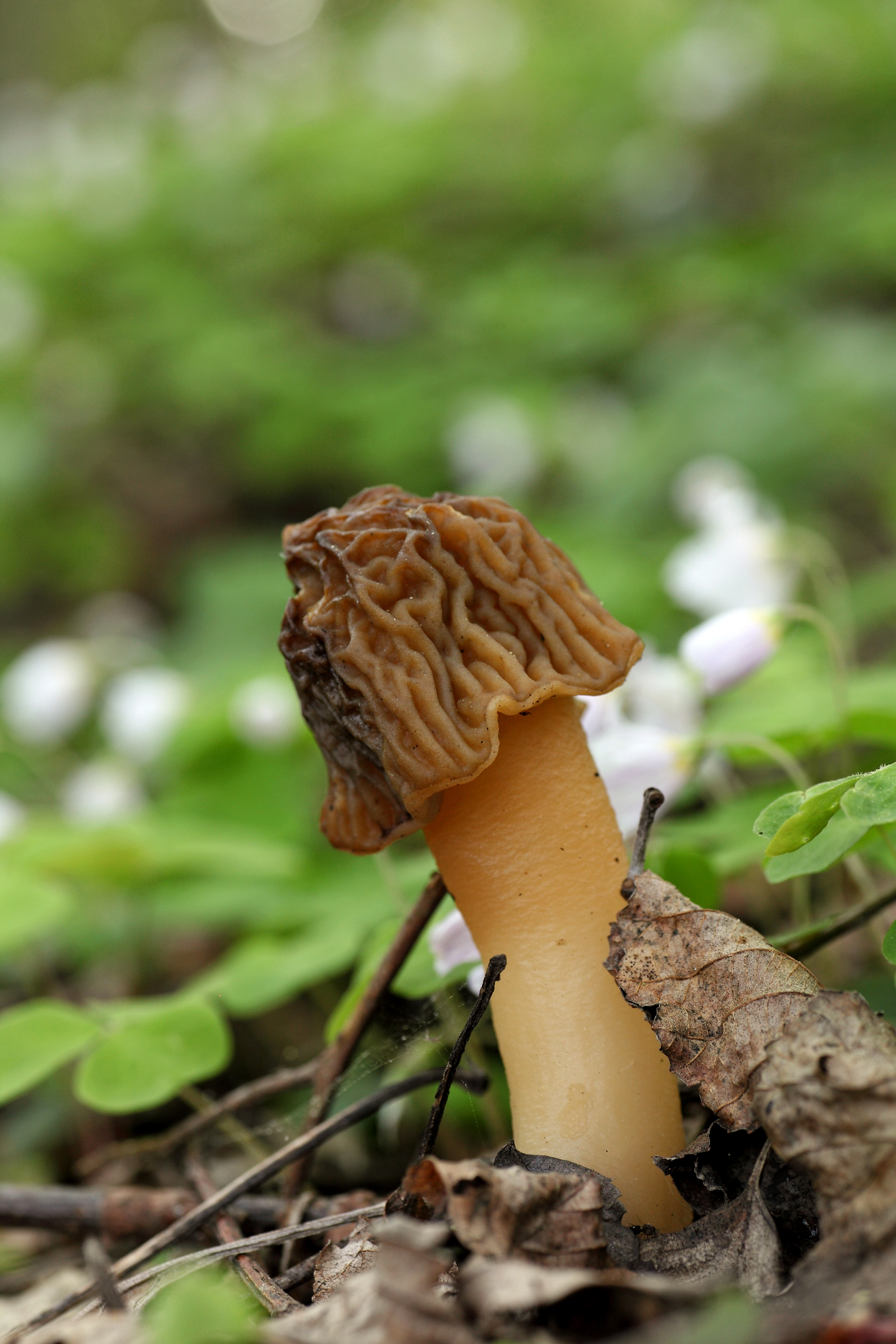
Kačenka česká (Verpa bohemica)